# Tour Cepsa
La tour Cepsa (en espagnol, Torre Cepsa) est un gratte-ciel de bureaux de la ville de Madrid, capitale de l'Espagne.

## Situation
Dans le sud-est de l'arrondissement de Fuencarral-El Pardo et le quartier de La Paz, la tour s'élève le long du paseo de la Castellana dans le Cuatro Torres Business Area. Située la plus au sud, il s'agit de la plus haute tour de ce complexe et par extension de la plus grande tour espagnole.

## Historique
Dessinée par Norman Foster, elle était censée devenir le siège social du groupe pétrolier espagnol Repsol YPF lors de son achèvement en 2009 et porter le nom de Tour Repsol.
Le gratte-ciel était initialement appelé Tour Repsol et devait être le siège de la compagnie pétrolière Repsol YPF, mais pendant la construction, Repsol a décidé de changer d'emplacement et la tour a été vendue à la banque Caja Madrid pour un coût de 815 000 000 euros et a été rebaptisée Tour Caja Madrid jusqu'en 2013, date à laquelle elle a changé de nom pour devenir Tour Bankia. En 2014, elle a pris son nom actuel de Tour Cepsa.
La construction a été financée par le Grupo ACS et le FCC.
En septembre 2016, Amancio Ortega a acquis le bien immobilier pour 490 millions d'euros par l'intermédiaire de sa holding Pontegadea. Il s'agit de la plus grosse transaction que le propriétaire d'Inditex ait jamais réalisée en Espagne, dépassant les 400 millions d'euros qu'il a payés pour la Tour Picasso.

## Description
Ce gratte-ciel de 248 mètres compte 49 étages au total. Le hall d'entrée mesure 13,85 mètres de haut, soit l'équivalent de quatre étages. La structure du bâtiment, qui pèse 11 000 tonnes, est en acier, la façade est principalement recouverte de verre dans les bureaux et de plaques d'acier inoxydable dans les noyaux de béton. Le plan du gratte-ciel est de forme rectangulaire.
Foster a conçu cette structure avec deux noyaux extérieurs en béton armé. Chaque noyau contient sept ascenseurs, escaliers et zones de service. Entre les deux colonnes extérieures caractéristiques, les étages sont disposés à la manière d'une étagère. Trois plateformes intermédiaires supportent onze à douze étages dans chaque cas.